# BCore Disc
BCore Disc est un label discographique espagnol, principalement spécialisé dans le punk hardcore. Actif depuis 1990, il a accueilli la plupart des groupes hardcore d'Espagne dans sa première phase, et au fil des ans, il a ouvert son éventail de styles à toutes les autres tendances telles que le rock indépendant, l'emo, le soft rock et la musique électronique.

## Histoire
BCore Disc est fondé en 1990 à Barcelone, avec la sortie du premier album du groupe local Corn Flakes, intitulé No Problem. Les sorties suivantes ont été le résultat de la récupération de l'investissement du premier album, et de son réinvestissement dans une deuxième sortie, et ainsi de suite. Au départ, la distribution s'est faite de bouche à oreille, car l'entreprise ne disposait d'aucun système de promotion ou de publicité,.
Désormais, l'entreprise continue d'être reconnue sur la scène musicale indépendante en Espagne, et a gagné en popularité dans le reste de l'Europe, aux États-Unis et dans certains pays d'Océanie et d'Asie,. BCore a été le premier label indépendant espagnol à publier l'intégralité de son catalogue sur des sites internet de ventes musicales tels que l'iTunes Music Store, Napster, msn.com et autres,.

## Groupes et artistes
Le label a été créé en organisant des concerts pour les groupes qu'il représentait et pour d'autres groupes internationaux. BCore Disc a programmé des concerts à Barcelone pour des groupes et artistes comme : At the Drive-In, Green Day, Hot Water Music, Les Savy Fav, et Samiam.